# Coassolo Torinese
Coassolo Torinese (piemontiul: Coasseul ëd Turin) egy olasz község a Piemont régióban, Torino megyében. A Lanzo-völgyekben helyezkedik el.